# Costruzione temporanea
Una costruzione temporanea è un'opera architettonica fatta per durare un determinato intervallo di tempo o per modificarsi nel tempo; può trattarsi ad esempio di una casa unifamiliare, una microarchitettura o una installazione. L'aggettivo "temporaneo" si contrappone alla condizione di permanenza che sempre caratterizza l'oggetto o il manufatto edilizio, fatto per "durare nel tempo". Le costruzioni temporanee si possono definire tali quando, per caratteristiche strutturali quali tecnologie leggere o assemblaggio a secco, occupano il suolo solo temporaneamente, ma anche quando, pur essendo stabili, risultino adattabili ad usi e utenze distinte, grazie a strutture flessibili che "attrezzano" lo spazio e lo rendono variabile alle diverse esigenze. Diverse sono le accezioni del costruire temporaneo che riguardano ciascun ambito del vivere (abitare, lavorare, divertirsi, studiare) e sono la mobilità, il nomadismo, la precarietà e l'emergenza.

## Storia del concetto di temporaneità
Il modo di pensare, costruire e abitare subisce dei mutamenti in virtù delle innovazioni tecniche fra la fine dell'Ottocento e la prima metà del Novecento: ciò induce a sostituire a un'architettura duratura, con ha una propria "quota di eternità" e destinata a durare a lungo, un'architettura durevole concepita per avere una vita relazionata al tempo in cui, presumibilmente, sarà utilizzata. Si assiste ad un passaggio dall'idea di tempo all'idea di temporaneità, intesa come declinazione del concetto di tempo nel costruire e nel vivere. 

La temporaneità intesa come provvisorietà 

## Tecniche della temporaneità
La leggerezza è la caratteristica delle tecniche da cui una costruzione temporanea non può prescindere. La leggerezza, infatti, garantisce velocità e facilità di impianto, così come velocità e facilità di disarmo. Materiali e sistemi costruttivi devono pertanto essere leggeri, prima di poter diventare espressione di temporaneità: di conseguenza, la costruzione temporanea si avvale di materiali che siano ridotti nelle dimensioni e nel peso e ricondotti ad elementi da comporre e assemblare a secco, scelti a catalogo nell'ambito della produzione industriale.

### Reversibilità
La reversibilità è il più alto livello di temporaneità che richiede, nell'atto del costruire, l'impiego di tecnologie leggere e tecniche esecutive industriali, come l'assemblaggio a secco e un approccio sensibile alla ricerca di strategie in grado di stabilire delle interrelazioni tra l'ambiente e le sue risorse. La reversibilità è quindi la capacità di un processo costruttivo di tornare al punto di partenza "senza lasciare tracce", ad esempio nelle fasi di progettazione, realizzazione e gestione di un green building. Si possono definire reversibili le costruzioni che:
- Sono assemblate a secco, senza utilizzo di leganti;
- Possiedono un attacco a terra poco invasivo, cioè con fondazioni poco profonde e non eccessivamente ancorate);
- Sono costruite con materiali e sistemi ecocompatibili o riciclabili;
- È nota la procedura di montaggio e di smontaggio, cioè nel caso in cui, generalmente, le due fasi sono supportate da un progetto realizzato a monte che le prevede e le regola.

"Nell'evoluzione storica delle tecniche si è andato affermando un'idea di tempo non riferita strettamente alla vita dell'edificio, ma piuttosto all'uso che ne fa l'utente; quest'idea si basa sul confronto e sulla collaborazione, e non sul dominio, tra uomo e natura, grazie alle nuove tecniche che favoriscono la leggerezza e la reversibilità del costruire".

### Flessibilità
La flessibilità nel costruire contemporaneo è la capacità di produrre ambienti in grado di evolversi e di adattarsi ai cambiamenti di vita degli utenti, o all'uso che essi ne fanno nel tempo. Essa costituisce un ulteriore livello di temporaneità, espressione dinamica di costruzioni stabili che assolvono nel medesimo spazio diversi gradi di variabilità. Consente all'edificio, sostanzialmente, di assolvere a utilizzi o contesti temporanei nella sua già prevista temporaneità.
Si può definire flessibile una costruzione che:
- Presenta una pianta libera, cioè priva di elementi che individuano forzatamente degli spazi, ad esempio nel caso di troppi muri tramezzi;
- Ha una accurata distribuzione di impianti e servizi;
- Presenta un'unica copertura che unifica spazi diversi, aperti o chiusi;
- Possiede pareti mobili che garantiscono configurazioni diverse dello spazio;
- Possiede sistemi di chiusura esterna variabili nella conformazione e funzionalmente;
- Possiede una struttura tale da permettere eventuali, futuri ampliamenti.